# 明暗
『明暗』（めいあん）は、夏目漱石の長編小説。「朝日新聞」に大正5年（1916年）5月26日から同年12月14日まで連載されたが、作者病没のため188回までで未完となった。大正6年（1917年）に岩波書店から刊行。
円満とはいえない夫婦関係を軸に、人間の利己（エゴイズム）を追った近代小説。漱石の小説中最長の作品である。また則天去私の境地を描こうとした作品とも解されている。本作品が他の漱石作品にない特徴として、さまざまな人の視点から書かれている点、特に女性の視点から書かれているという点がある。

## あらすじ
会社員の津田由雄は、持病である痔の治療のための手術費の工面に迫られていた。だが、親は不義理のために金を出すのに難渋し、妹のお秀から責められる。
津田には、勤め先の社長の仲立ちで結婚したお延という妻がいるが、お秀はこれを嫌っている。お延は津田に愛されようと努力するが、夫婦関係はどこかぎくしゃくしている。津田にはかつて清子という恋人がいたが、あっさり捨てられ、今は人妻である。お延にはこのことを隠している。
お延の叔父岡本の好意で、津田の入院費を工面してくれることになった。津田の入院先に、かつて清子を津田に紹介した吉川夫人が現れる。夫人は、清子が流産し湯治していることを話し、清子に会いに行くように勧める。
津田は結局一人で温泉へ行き、その宿で清子と再会する。清子は驚くが、翌朝津田を自分の部屋に招き入れる。

## 登場人物
津田由雄
主人公。30歳の会社勤め。
お延
津田の妻。まだ新婚だが、夫に愛されているか疑問を持つ。京都出身で、岡本の家から女学校に通っていた。
お秀
津田の妹。
吉川夫人
津田の会社の上司の妻。津田に清子を紹介、後にお延を紹介する。
岡本
お延の伯母・お住の夫。
藤井
津田の叔父。子に真弓、真事らがいる。
小林
津田の旧友。津田の傲慢さを指摘する。
清子
かつて津田と愛し合った仲。1年ほど前に別れ、関という男と結婚した。

## 関連作品
- 水村美苗『続明暗』筑摩書房、1990年9月。ISBN 4-480-80294-0。 - 漱石の文体をそのまま模し、未完となった『明暗』のその後を描く。芸術選奨新人賞受賞作。
  - 水村美苗『続明暗』新潮社〈新潮文庫〉、1993年10月。ISBN 4-10-133811-6。
  - 水村美苗『続明暗』筑摩書房〈ちくま文庫 み25-2〉、2009年6月。ISBN 978-4-480-42609-3。
- 田中文子『夏目漱石『明暗』蛇尾の章』東方出版、1991年5月。ISBN 4-88591-265-2。
- 永井愛『新・明暗』而立書房、2002年12月。ISBN 4-88059-300-1。
- 粂川光樹『明暗　ある終章』論創社、2009年1月。ISBN 978-4-8460-0780-5。